# 卡貝拉馬伊多區
卡貝拉馬伊多區是非洲中部國家烏干達的111個區之一，由東部區負責管轄，首府是卡貝拉馬伊多，海拔高度1,080米，總面積1,644平方公里，距離首都坎帕拉約410公里，2010年人口估計為195,400。

## 外部連結
- Kaberamaido District Homepage*District Statistics.pdf Kaberamaido District Demographics（页面存档备份，存于）

01°47′N 33°09′E / 1.783°N 33.150°E